# Abadía de Nuestra Señora de Montserrat
La Abadía de Nuestra Señora de Montserrat o Abadía de Manila es un monasterio benedictino masculino situado en la calle Mendiola en Manila, Filipinas. El monasterio fue fundado en 1895 por monjes provenientes de España durante los últimos días de las islas como parte del imperio español. La comunidad monástica de la abadía gestiona la prestigiosa universidad de San Beda en los terrenos de la abadía. Pertenecen a la Pro-Provincia de la Congregación Subiaco Casinense, una parte de la Confederación Benedictina de Filipinas.
Durante el siglo XIX, varios gobiernos anticlericales en España tomaron medidas para suprimir los diversos monasterios allí. Si no se cerraron directamente, los monjes y monjas fueron obligados por el gobierno a no aceptar nuevos candidatos, con el objetivo de lograr que las comunidades monásticas se extinguieran con el tiempo. Con el tiempo, sin embargo, se hicieron excepciones para los monasterios que operarían en las regiones remotas todavía parte del que fuera poderoso imperio de España, principalmente en Filipinas.